# Plazi
Plazi je međunarodna neprofitna asocijacija sa sedištem u Švajcarskoj, koja podržava i promoviše razvoj perzistentne i otvoreno dostupne digitalne biotaksonomske literature. Plazi održava repozitar digitalne taksonomske literature kako bi se omogućilo arhiviranje taksonomskih evidencija i poboljšalo evidentiranje stvaranjem verzije istog u XML formatima TaxonX
i Taxpub, te edukacija o važnosti održavanja otvorenog pristupa naučnom diskursu i podacima. Doprinosi elektronskoj taksonomiji koja se razvija na polju informatike biodiverziteta.
Pristup je prvobitno bio razvijen u digitalnom programu dvonacionalne Nacionalne naučne fondacije (NSF) i Nemačke istraživačke fondacije (DFG) za Američki prirodoslovni muzej i Univerzitet u Karlsrueu (redom), da bi se stvorila  šema za modelovanje sadržaja biosistematske literature. Šema TaxonX se primenjuje na zastarele publikacije koristeći poluautomatski uređivač GoldenGATE. U svom trenutnom obliku GoldenGATE je kompleksna alatka za označavanje koja omogućava uključivanje zajednice u proces renderovanja dokumenata u semantički unapređene/napredne dokumente.
Plazi je našao načina da distribuiše evidencije u objavljenoj taksonomskoj literaturi dostupnoj preko servisa TAPIR, koji se pravi pomoću podataka Informacionog odeljenja za globalni biodiverzitet (GBIF). Slično ovome, transfer šema Model stranica vrsta (SPM) implementirana je kako bi se omogućilo dobavljanje evidencije (naučnih opisa vrsta i viših taksona) od treće strane kao što je Enciklopedija života (EOL). Ako su dostupne, evidencije se unapređuju vezama do spoljašljih baza podataka, kao što je GenBank, server Hymenoptera za naučna imena, ili pak registar zooloških imena ZooBank.
Plazi tvrdi da podleže autorskim pravima i da se taksonomske evidencije ne kvalifikuju kao književni ili umetnički radovi. Takođe tvrdi da su stoga ovakvi radovi u javnom vlasništvu i da se mogu koristiti slobodno i disseminovano (sa naučnom praksom koja zahteva odgovarajući izvor).
Veb-sajt organizacije je Plazi.org.

## Spoljašnje veze
- Zvanični veb-sajt